# San Marino Song Contest 2025
Die Sendung San Marino Song Contest 2025 fand zwischen dem 26. September 2024 und dem 8. März 2025 statt. Sie diente als san-marinesischer Vorentscheid für den Eurovision Song Contest 2025 in Basel. Es gewann Gabry Ponte mit dem Lied Tutta l’Italia.

## Konzept

### Format
Am 26. Juli 2024 bestätigte San Marino RTV (SMRTV) seine Teilnahme am Eurovision Song Contest 2025. Gleichzeitig gab man bekannt, dass man erneut die Sendung Una Voce per San Marino als Vorentscheid nutzen werde.
Der Vorentscheid ist in drei Phasen unterteilt: eine Casting-Phase zwischen dem 26. September 2024 und dem 25. Januar 2025, wobei die Castings an 19 Tagen stattfinden werden, fünf Halbfinale im Februar und einem Finale. Aus der Castingphase werden in etwa 80 Kandidaten in die Halbfinale aufsteigen. Eines der Halbfinale wird wieder für Teilnehmer aus San Marino reserviert sein. Aus jedem Halbfinale qualifizieren sich zwei Teilnehmer für das Finale, mit Ausnahme des Halbfinals für Talente aus San Marino, aus diesem wird sich nur ein Teilnehmer für das Finale qualifizieren.
Es werden in jeder Phase des Wettbewerbs ausschließlich Jurys zur Abstimmung kommen. Im Unterschied zu den vergangenen Jahren soll jedoch die Punktevergabe der Juroren im Finale öffentlich stattfinden, um für mehr Transparenz zu sorgen. Zudem hat der künstlerische Leiter des Vorentscheids, Massimo Bonelli, ebenfalls das Recht ein Voting abzugeben.
Im Gegensatz zu den vorangegangenen Jahren gibt es keine Teilnehmer, die fix für das Finale gesetzt sein werden.
Am 16. Dezember 2024 wurde überraschend bekanntgegeben, dass die Sendung ein neues Branding mit dem Titel San Marino Song Contest erhalten wird.

### Beitragswahl
Zwischen dem 13. August und dem 31. Dezember 2024 konnten Beiträge eingereicht werden. Voraussetzung war, dass bis zum 15. Februar 2025 das 16. Lebensjahr erreicht ist. Vorschriften bezüglich der Sprache bzw. der Staatsangehörigkeit der Künstler gab es nicht.

## Castings
Die Castings fanden zwischen dem 26. September 2024 und dem 25. Januar 2025 statt. Folgende Künstler nahmen daran teil:
| Nr. | Datum              | Künstler |
| --- | ------------------ | --- |
| 1   | 26. September 2024 | Lucky luciana, Sick N’ Beautiful, XARA, Cucco, Gelida, Ciro Maddaluno, Alessio’s Mind, Myky, Gianluca Amore, SONOS, AntoNino Fiorello, Erisu, La Mafy, Atreides, Siriaz y Malo, Marco urbinati, Mr&Mrs |
| 2   | 27. September 2024 | Starlight, iosonolorenzo, Catch the Giant!, Vol |
| 3   | 17. Oktober 2024   | Aliens Agree, Vol, Gaia Belletti, DIMA, Kyma, Malammore, Luca Grillo Live Band, RØV, nina blóm, Diego B. Casadei, Giulia De Sisti, Zell, Ann & Dom, M4RIANO, Roubix, Nibo, Timothy Cavicchini, KATARINA, Pasqualino Beltempo, KIDA |
| 4   | 18. Oktober 2024   | MDC, Genny Cusopoli, Carlo FERRINI, Roberta di Falco alias La ragazza magica, Sadesire, mescalina, LEONARDO AMOR, Roubix, EMHEART |
| 5   | 14. November 2024  | Mok-Duo, Folksonic, Milad Fatouleh, ANTONIO, Unico, Re-Volt, Sopratenore, Delilah Earnshaw, SIDE74, VALIS & POLCZI, Il Cremlino, Francesca Pichierri, Niscetas, Angy - Angelica De Carolis, Chazza, Satu Cunningham, LeBlond, why xes, Leonor, Fabrizio Servidio, Desìo, Olya V |
| 6   | 15. November 2024  | Emanuel, Dorian, Luca Erriquenz, Allegra, Nicky Mushin Soda, SUPERGUEPARDO, TIMO, Horus, Nexis, Mhora, Delma e Mary Wild, Alex Melo, Galen Borson, Vicky Navarro, Pep Miller, Asia, Biagio |
| 7   | 16. November 2024  | Brave Hearts Factory, Sesto Senso, TRIADE, The Unknown Voices, DENB, Bradley Jay, Nenè, andrea costa, Kaotika, Mynd, Biagio |
| 8   | 12. Dezember 2024  | Alessio Magni, Cecilia Herrera, Mansutti, Shaza, Ines, Giovanni Brugnoli, leimannoia, Raffaella Federico, Lasties, Cristina Macchiavelli (feat Nymos), Dorian, NESHE, Sinforosa, METHODICA, Adasat, DIEGO SPICE, ITINERUM, Alis Ray, UBI, Eleonora Lorenzato, mmara, Sonia Nawri, Natalia |
| 9   | 13. Dezember 2024  | M4RIANO, Leo Segura, Dhesia, il greco, Héctor Mira, Nexis, Magadan, Inciso, ANDROMEDA, Sheila Layter, Davide, Maidomo, Claudia F |
| 10  | 14. Dezember 2024  | Me gustas Fer, Delma e Mary Wild, Davide Melis, Silver feat. Skorie, ANNAPURNA, FAMASONGS, The Scurbats, Angy – Angela Sciacqua, Spring Revolution, Erjona qellimi, Polarnova, ERIKA LETO, Max Lain, Ri-Style , Elena Caroleo, Effemme |
| 11  | 9. Januar 2025     | Energia, Kian Butler, Nibo, EGUALA, Gem, Samantha Bennis, ALMA, Léon The Singer, Snap-Out, Dana, Vicente Bujalance Leal, Lorenzo Amore, MI LA BAND, Giorgina, Mark In The Dark, Gerónimo Rauch, GIORDY COSTA, Giuliana, Manuè, JORGE DEL HIERRO, PACO, KiNG FOO, Henry Novi, Tim Nord, Carson Coma, Christian Pensado, Elisa De Panicis, Kophra, Stefano Ganci, Sola Avis |
| 12  | 10. Januar 2025    | Polina’s Song - La chanson de Polina - La canzone di Polina, Katja Esle, Carlotta, Andrea Gioè, Vee Jeck, Miguel Escobar, Marti Puerto, Space Particles, Ivan P, Vimoksha, LaRed, CuRLi, Agnieszka śpiewa, Lomas, Matteo De Angelis, Romina Falconi, LeLo, Mariva Onyra, GIACOMO VOLI, Giorgia Pastori, LD (Le Distanze), Grace George |
| 13  | 11. Januar 2025    | David Velardo, Latente, Nick C’est La Vie, Francesca Lina, ladybird., Cosimo, Artemiz, Cristina Ene, SERGIO GÓMEZ, SALVA ORTEGA, Giada Valenti & Tim Wilgers, Aniel, DJ MODERNO, GioGala, Alexis Strum, Alan, Dramalove, Oryana, AlleBasi, RUMORE, TAOMA, PARK, BESA, IBLA, JULIUSZ KAMIL, TESLENKO, Joè, Lie Land, Agata, José Martinus (On Line), Ivan Lavouras, Jannike, Erminio Sinni, Astrid Nicole, BLUE ALIEN |
| 14  | 22. Januar 2025    | March. e Alesandro Neri, Nadine Randle, BLUE ALIEN, Nef Hidalgo, D.D. – Paradise Is Near, Gatsby, Blonde Trinity, Libra Araen, Veronica Petruccelli, Quasarome, eugenio picchiani, Batta, Magenta#9, Ida Elena, Claire, Das Gas, Giuliette Kris, Artemis, FLYZIR, GRISANA, Evdokia Moisidou, Eleonora Gangi, JB, Naike |
| 15  | 23. Januar 2025    | Lowbrano, Niana, EVDO, DEspaux, Gerónimo Rauch, Questo e Quello, Clovys, TADENI, Mario Nucci, Antò, Serafín Zubiri, Alexander Doghmani, MRTINA, Aria, Paula Madero, Golden Salt, Antonio Divincenzo, THE REAGENTS, NARBERA, Lily Loren, BLITZ UNION, Stad, MAR’YA, DANIELA FIORENTINO, Mirjam, Lex Topacio, Joanna, Libertá per tutti, BRSX, Rosetta, Fabio Abate, SORO Featuring PY, Toni Kitti, Linele Reznikova, FRANCESCO SCAGLIARINI, Lili Oder, Jonydasvie, ELEKTROKARMA, Erminio Sinni, Beat of Change, ACCADEMIA, FARMACY, Ludovica                                                                  |
| 16  | 24. Januar 2025    | LYON, Night Architect, shubo, Scena Muta, DR LAMENTINO, Beatriz Villar, Timea, LOCO BÖOMBOXX, Dorian, MARCO DI PINTO, Vincenzo Bles, Federico Martello, XSKULL8, Piet Zorn, Peppe Guetta, Geisha, mmara, PLÅNET, Ermal Demiri, Naked Run, DANTE, LUCA BREUZA, Haymara, Sofia Zaros, Beatriz Gouveia, Romeo Zaharia, Berkant, Sara, MAKLIN, KIKKA, Adasat, FRIJDA, José Martinus, Edea, Denny Music, Giada Valenti & Tim Wilgers, Elisa De Panicis, Nush Unbrushed, GIORGIO, STAVROS SALABASOPOULOS |
| 17  | 25. Januar 2025    | valley, FROM MO, SIMONAB, Alien Cut feat. Zighi, The Sidera, SISSILIA, Fabio Imperatrice feat Cambra, Ilenia, Atwood, MACCLESFIELD, The Leaf, From Friend, ROSALYNDA, DEN BAURIN – Freelove, Crasti Peter, Francesca DeBraco, Max Lain, The Usual Dandy, Letizia Crincoli, JACK COSTANZO, LOLA, THE RUMPLED, Eugene, SEDONA, Atle Pettersen, VENETIAN, Soft Scent, Fragments, Phera, A Sip of Anxiety, Giambattista, Ritaesse, Free Love, Frank Storm, DESIRE, Lenni-Kalle Taipale & Andrea Brosio, Matilda, Luciano Jurgen Dell’Anna, Ryan, IUNA, Erika Kamese & Valerio Sgargi, Late Birds, Beat of Change |

Kursivgeschriebene Künstler nahmen online am Casting teil.

## Halbfinale
Die Halbfinale fanden zwischen dem 22. und 28. Februar 2025 statt. Fix für das Halbfinale gesetzt war die Siegerin des Tour Music Fest, Justine Mayer. Die Künstler wurden zwischen dem 29. und dem 31. Januar 2025 bekanntgegeben. Am 12. Februar 2025 wurde von SMRTV bekannt gegeben, dass diverse Künstler ihre Teilnahme zurückgezogen hätten und zum Teil durch Nachrücker ersetzt wurden.

### Erstes Halbfinale
Das erste Halbfinale fand am 22. Februar statt. Folgende Künstler nahmen daran teil:
| Platz | Startnr. | Interpret                           | Lied                   | Sprache                            | Übersetzung (inoffiziell)  |
| ----- | -------- | ----------------------------------- | ---------------------- | ---------------------------------- | -------------------------- |
| 1     | 28       | King Foo                            | The Edge of the World  | Englisch                           | Der Rand der Welt          |
| 2     | 29       | Il Solito Dandy                     | Millennial             | Italienisch                        | Millenial                  |
| 3     | 7        | Carson Coma                         | Daddy Said No          | Englisch                           | Papa hat Nein gesagt       |
| 4     | 21       | Effemme                             | Fuori di me            | Italienisch                        | Aus mir heraus             |
| 5–34  | 1        | Alessio's Mind                      | Carpe Diem             | Italienisch mit Lateinischem Titel | Nutze den Tag              |
| 5–34  | 2        | Vincenzo Bles                       | Hola                   | Spanisch                           | Hallo                      |
| 5–34  | 3        | Vimoksha                            | Find You               | Englisch, Französisch              | Finde dich                 |
| 5–34  | 4        | Atwood                              | Evil                   | Englisch                           | Böse                       |
| 5–34  | 5        | Valis & Polczi                      | Never Alone            | Englisch                           | Niemals alleine            |
| 5–34  | 6        | Timo                                | Suena                  | Spanisch                           | Geräusche                  |
| 5–34  | 8        | Timea                               | Born to Be Free        | Englisch                           | Geboren um frei zu sein    |
| 5–34  | 9        | Catch the Giant!                    | Eclipse                | Englisch                           | Sonnenfinsternis           |
| 5–34  | 10       | The Unknown Voices                  | My Name Was Hamilton   | Englisch                           | Mein Name war Hamilton     |
| 5–34  | 11       | Chazza                              | Protagonist            | Englisch                           | —                          |
| 5–34  | 12       | Cecilia Herrera                     | Bandida                | Spanisch                           | Bandit                     |
| 5–34  | 13       | The Leaf                            | I Ching                | Englisch mit Mandarin-Titel        | —                          |
| 5–34  | 14       | Natalia                             | Uomo cosmico           | Italienisch                        | Kosmischer Mensch          |
| 5–34  | 15       | Cristina Macchiavelli feat. Nymos   | Psiche e amore         | Italienisch                        | Psyche und Liebe           |
| 5–34  | 16       | Narbera                             | Credere in me          | Italienisch                        | Glaub an mich              |
| 5–34  | 17       | Dramalove                           | Supernatural           | Englisch                           | Übernatürlich              |
| 5–34  | 18       | Max Lain                            | Linee parallele        | Italienisch                        | Parallele Linien           |
| 5–34  | 19       | Edea                                | L'amore non si giudica | Italienisch                        | Liebe wird nicht beurteilt |
| 5–34  | 20       | Marco Urbinati                      | X Agosto               | Italienisch                        | 10. August                 |
| 5–34  | 22       | Lenni-Kalle Taipale & Andrea Brosio | I'm on Fire            | Englisch                           | Ich stehe in Flammen       |
| 5–34  | 23       | Evdokia Moisidou                    | A Dream Come True      | Englisch                           | Ein Traum wird wahr        |
| 5–34  | 24       | LeBlond                             | Di go go               | Spanisch, Italienisch              | —                          |
| 5–34  | 25       | Fabio Imperatrice feat. Cambra      | Serate incerte         | Italienisch                        | Gruselige Abende           |
| 5–34  | 26       | Latente                             | Più grandi             | Italienisch                        | Größere                    |
| 5–34  | 27       | Galen Borson                        | Medicine Man           | Englisch                           | Medizinmann                |
| 5–34  | 30       | Kian Butler                         | If You Dare            | Englisch                           | Wenn du dich traust        |
| 5–34  | 31       | Iuna                                | Non mi bagno mai       | Italienisch, Englisch              | Ich werde nie nass         |
| 5–34  | 32       | Justine Mayer                       | Love Me                | Englisch                           | Liebe mich                 |
| 5–34  | 33       | Joanna                              | I Wish to Be Me        | Englisch                           | Ich wünsche ich zu sein    |
| 5–34  | 34       | Jannike                             | Goldylicious           | Englisch                           | —                          |
| —     | —        | Alis Ray                            | —                      | —                                  | —                          |
| —     | —        | Barak                               | —                      | —                                  | —                          |

 Kandidat hat sich für das Finale qualifiziert

 Kandidat hat sich für die Hoffnungsrunde qualifiziert

 Nicht angetreten

### Zweites Halbfinale
Das zweite Halbfinale fand am 23. Februar statt. Folgende Künstler nahmen daran teil.
| Platz | Startnr. | Interpret         | Lied                                                | Sprache                         | Übersetzung (inoffiziell)                                    |
| ----- | -------- | ----------------- | --------------------------------------------------- | ------------------------------- | ------------------------------------------------------------ |
| 1     | 17       | Curli             | Juliet                                              | Englisch                        | —                                                            |
| 2     | 19       | Aniel             | 777                                                 | Spanisch, Englisch              | —                                                            |
| 3     | 9        | Astrid Nicole     | Dancing Without My Shadow                           | Englisch                        | Tanzen ohne meinen Schatten                                  |
| 4     | 4        | Tadeni            | Quicksand                                           | Englisch                        | Treibsand                                                    |
| 5–35  | 1        | Alexis Strum      | If You Think I'm Too Much (You Should Go Find Less) | Englisch                        | Wenn du glaubst ich bin zu viel (Solltest du weniger suchen) |
| 5–35  | 2        | Unico             | Scusa se ti voglio amare                            | Italienisch                     | Entschuldige, wenn ich dich lieben will                      |
| 5–35  | 3        | Davide            | Solo                                                | Italienisch                     | —                                                            |
| 5–35  | 5        | Artemis           | Melody                                              | Englisch                        | Melodie                                                      |
| 5–35  | 6        | Sonia Nawri       | Gato negro                                          | Spanisch                        | Schwarze Katze                                               |
| 5–35  | 7        | Asia              | Magika                                              | Italienisch                     | Magie                                                        |
| 5–35  | 8        | Sofia Zaros       | Broken Porcelain                                    | Englisch                        | Zerbrochenes Porzelan                                        |
| 5–35  | 10       | Snap-Out          | Noi diversi                                         | Italienisch                     | Wir sind anders                                              |
| 5–35  | 11       | Beatriz Gouveia   | The Voice                                           | Englisch, Italienisch           | Die Stimme                                                   |
| 5–35  | 12       | Sergio Gómez      | Mejor así                                           | Spanisch                        | Besser so                                                    |
| 5–35  | 13       | Blitz Union       | Mr. Guilty                                          | Englisch                        | Mister Schuldig                                              |
| 5–35  | 14       | Salva Ortega      | Solo por sus besos                                  | Spanisch                        | Nur für seine Küsse                                          |
| 5–35  | 15       | Claudia F         | Still Here                                          | Englisch, Italienisch           | Immer noch hier                                              |
| 5–35  | 16       | Romeo Zaharia     | Ci troveremo ancora                                 | Italienisch                     | Wir werden uns wiederseshen                                  |
| 5–35  | 18       | Phera             | Wild Woman                                          | Englisch                        | Wilde Frau                                                   |
| 5–35  | 20       | Myky              | Walking on the Sea                                  | Englisch                        | Über das Meer laufen                                         |
| 5–35  | 21       | Deneb             | Sing It Louder                                      | Englisch                        | Sing es laut                                                 |
| 5–35  | 22       | Miguel Escobar    | Polaroid                                            | Englisch                        | —                                                            |
| 5–35  | 23       | Mhora             | Tornado                                             | Englisch                        | —                                                            |
| 5–35  | 24       | Erisu             | The Mighty Walls of Uruk                            | Sumerisch                       | Die mächtigen Mauern von Uruk                                |
| 5–35  | 25       | Libra             | Come ti pare                                        | Italienisch                     | Wie du möchtest                                              |
| 5–35  | 26       | Giovanni Brugnoli | Read Me                                             | Englisch                        | Lies mich                                                    |
| 5–35  | 27       | Leonor            | Fiori da ricostruire                                | Italienisch                     | Blumen des Wiederaufbau                                      |
| 5–35  | 28       | Giulia De Sisti   | Strana                                              | Italienisch                     | Seite                                                        |
| 5–35  | 29       | Léon The Singer   | When We'll Belong                                   | Englisch                        | Wenn wir dazugehören                                         |
| 5–35  | 30       | Giuliette Kris    | Respiro                                             | Italienisch                     | Atem                                                         |
| 5–35  | 31       | LD (Le Distanze)  | Nothing Could Be Better                             | Englisch                        | Nichts könnte besser sein                                    |
| 5–35  | 32       | Ibla              | Sangue degli dei                                    | Italienisch                     | Blut der Götter                                              |
| 5–35  | 33       | Ines              | Zero assoluto                                       | Italienisch                     | Absoluter Nullpunkt                                          |
| 5–35  | 34       | Artemiz           | Por eso brillo                                      | Spanisch                        | Deshalb strahle ich                                          |
| 5–35  | 35       | Jack Costanzo     | Musa                                                | Italienisch, Englisch, Spanisch | Muse                                                         |
| —     | —        | Dima              | —                                                   | —                               | —                                                            |

 Kandidat hat sich für das Finale qualifiziert.
 Kandidat hat sich für die Hoffnungsrunde qualifiziert
 Nicht angetreten

### Drittes Halbfinale
Das dritte Halbfinale fand am 25. Februar statt. Folgende Künstler nahmen daran teil:
| Platz | Startnr. | Interpret              | Lied                   | Sprache                                      | Übersetzung (inoffiziell)             |
| ----- | -------- | ---------------------- | ---------------------- | -------------------------------------------- | ------------------------------------- |
| 1     | 8        | Angy Sciacqua          | I                      | Englisch                                     | Ich                                   |
| 2     | 24       | Questo e Quello        | Bella balla            | Italienisch                                  | Schöner Tanz                          |
| 3     | 25       | Magenta#9              | Vittoria               | Italienisch                                  | Viktoria                              |
| 4     | 11       | Taoma                  | NPC                    | Englisch                                     | Nicht-Spieler-Charakter               |
| 5–35  | 1        | XSkull8                | Voices out of Silence  | Englisch                                     | Stimmen aus der Stille                |
| 5–35  | 2        | Agnieszka Śpiewa       | Destiny                | Englisch                                     | Schicksal                             |
| 5–35  | 3        | Vicky Navarro          | Distopia               | Spanisch                                     | Dystopie                              |
| 5–35  | 4        | Alien Cut Feat. Zighi  | Vattene                | Italienisch                                  | Geh Weg                               |
| 5–35  | 5        | Ubi                    | Incoerente             | Italienisch                                  | Inkonsistent                          |
| 5–35  | 6        | Aria                   | Life                   | Englisch                                     | Leben                                 |
| 5–35  | 7        | The Scurbats           | Breakdown              | Englisch                                     | Zusammenbruch                         |
| 5–35  | 9        | TBO & Co.              | Musetta in sol minore  | Italienisch                                  | Musetta in G-moll                     |
| 5–35  | 10       | Cucco                  | Meraviglia (Alice)     | Italienisch                                  | Wunder (Alice)                        |
| 5–35  | 12       | Delma & Mary Wild      | El paraiso             | Italienisch, Spanisch                        | Paradies                              |
| 5–35  | 13       | Superguepardo          | Baila la la            | Spanisch                                     | Tanzen la la                          |
| 5–35  | 14       | Eleonora Gangi         | E' un attimo morire    | Italienisch                                  | Es dauert einen Moment, um zu sterben |
| 5–35  | 15       | Stavros Salabasopoulos | Fire in My Heart       | Englisch                                     | Feuer in meinem Herz                  |
| 5–35  | 16       | Space Particles        | Resta?                 | Italienisch                                  | Abzug?                                |
| 5–35  | 17       | Federico Martello      | Voices of Freedom      | Italienisch, Englisch, Französisch, Spanisch | Stimmen der Freiheit                  |
| 5–35  | 18       | Sopratenore            | Aria e musica          | Italienisch, Lateinisch                      | Luft und Musik                        |
| 5–35  | 19       | Francesca De Braco     | Saturday Night Show    | Englisch                                     | Samstag Nacht Show                    |
| 5–35  | 20       | Silver feat. Skorie    | The Flow               | Englisch                                     | Der Fluss                             |
| 5–35  | 21       | GiambattiSta           | Tutta colpa della luna | Italienisch                                  | Es ist alles die Schuld des Mondes    |
| 5–35  | 22       | Sick N’ Beautiful      | Hate Manifesto         | Englisch                                     | Hass-Manifest                         |
| 5–35  | 23       | Kaotika                | Ti guardo              | Italienisch                                  | Ich schaue dich an                    |
| 5–35  | 26       | Polarnova              | Alpha Road             | Englisch                                     | Alpha Strae                           |
| 5–35  | 27       | Mario Nucci            | Mali di giugno         | Italienisch                                  | Die Übel des Juni                     |
| 5–35  | 28       | Nicky Mushin Soda      | Just Your Queen        | Englisch                                     | Nur deine Königin                     |
| 5–35  | 29       | Mescalina              | Eccezionale            | Italienisch                                  | Außergewöhnlich                       |
| 5–35  | 30       | Naike                  | Who Am I?              | Englisch, Italienisch                        | Wer bin ich?                          |
| 5–35  | 31       | Milad Fatouleh         | Humanity Calls         | Englisch                                     | Die Menschlichkeit ruft               |
| 5–35  | 32       | Nadine Randle          | Down                   | Englisch                                     | Unten                                 |
| 5–35  | 33       | Mmara                  | Impazzire              | Italienisch                                  | Werde Verrückt                        |
| 5–35  | 34       | Mr&Mrs                 | Altalena               | Italienisch, Französisch                     | Swing                                 |
| 5–35  | 35       | Ermal Demiri           | Moonlight              | Englisch                                     | Mondlicht                             |
| —     | —        | Adasat                 | —                      | —                                            | —                                     |

Ursprünglich sollten Carlotta und EMHEART an diesem Halbfinale teilnehmen, für sie rückten Cucco bzw. Ermal Demiri nach.

 Kandidat hat sich für das Finale qualifiziert.
 Kandidat hat sich für die Hoffnungsrunde qualifiziert
 Nicht angetreten

### Viertes Halbfinale
Das vierte Halbfinale fand am 26. Februar statt. Folgende Künstler nahmen daran teil:
| Platz | Startnr. | Interpret           | Lied                         | Sprache                             | Übersetzung (inoffiziell)      |
| ----- | -------- | ------------------- | ---------------------------- | ----------------------------------- | ------------------------------ |
| 1     | 28       | Haymara             | Tómame las manos             | Spanisch, Italienisch               | Nimm meine Hände               |
| 2     | 12       | Plånet              | San Marino                   | Englisch, Italienisch               | —                              |
| 3     | —        | Ann & Dom           | —                            | —                                   | —                              |
| 4     | 29       | Lowbrano            | Mio padre                    | Italienisch                         | Mein Vater                     |
| 5–34  | 1        | Alexander Doghmani  | Music (Is My Babe)           | Englisch                            | Musik (ist mein Liebling)      |
| 5–34  | 2        | Vee Jeck            | Ragazzo triste               | Italienisch                         | Trauriger Junge                |
| 5–34  | 3        | Aliens Agree        | Digital Collapse             | Englisch                            | Digitaler Zusammenbruch        |
| 5–34  | 4        | Valleria            | A Picture of Myself          | Englisch                            | Ein Bild meiner selbst         |
| 5–34  | 5        | Andrea Costa        | Una lettera spedirò          | Italienisch                         | Ich werde einen Brief schicken |
| 5–34  | 6        | Timothy Cavicchini  | May Day                      | Italienisch mit Englischem Titel    | Mai Tag                        |
| 5–34  | 7        | Andromeda           | Rumore                       | Italienisch                         | Gerücht                        |
| 5–34  | 8        | Stefano Ganci       | Ritorna a me                 | Italienisch                         | Komm zurück zu mir             |
| 5–34  | 9        | Sara                | Radici                       | Italienisch                         | Wurzeln                        |
| 5–34  | 10       | Romina Falconi      | Nessuno ti ama               | Italienisch                         | Niemand liebt dich             |
| 5–34  | 11       | Denny Music         | Io sto bene, tu?             | Italienisch                         | Mir geht es gut, dir auch?     |
| 5–34  | 13       | Eleonora Lorenzato  | Tears of the Rain            | Englisch                            | Tränen des Regen               |
| 5–34  | 14       | Araen               | Bleeding Out Love            | Englisch                            | Verblutende Liebe              |
| 5–34  | 15       | PierC               | Grattacieli                  | Italienisch                         | Wolkenkratzer                  |
| 5–34  | 16       | Elisa De Panicis    | All for You                  | Englisch                            | Alles für idich                |
| 5–34  | 17       | Side74              | Tutto quello che mi hai dato | Italienisch                         | Alles was du mir gegeben hast  |
| 5–34  | 18       | Erika Leto          | Niente                       | Italienisch                         | Nichts                         |
| 5–34  | 19       | D'Amico             | Stardust                     | Englisch                            | Sternenstaub                   |
| 5–34  | 20       | Flyzir              | Mondi paralleli              | Italienisch                         | Parallelwelten                 |
| 5–34  | 21       | Mrtina              | Temporale                    | Italienisch                         | Sturm                          |
| 5–34  | 22       | Francesca Pichierri | Sperarci due eroi            | Italienisch, Englisch               | Hoffen wir auf zwei Helden     |
| 5–34  | 23       | Marti Puerto        | Fuera de ti                  | Englisch                            | Außerhalb von dir              |
| 5–34  | 24       | Gianluca Amore      | Pray                         | Englisch                            | Beute                          |
| 5–34  | 25       | Rumore              | Ora no                       | Italienisch                         | Nicht jetzt                    |
| 5–34  | 26       | Giorgina            | Madrid-Barcellona            | Italienisch                         | —                              |
| 5–34  | 27       | Mansutti            | Più di così                  | Italienisch                         | Mehr als das                   |
| 5–34  | 30       | Héctor Mira         | Soy como tú                  | Spanisch, Spanische Gebärdensprache | Ich bin wie du                 |
| 5–34  | 31       | Lomas               | Give Me a Reason             | Englisch                            | Gib mir einen Grund            |
| 5–34  | 32       | Il Greco            | Lo specchio dell'anima       | Griechisch                          | Der Spiegel der Seele          |
| 5–34  | 33       | Kophra              | Luci di Milano               | Italienisch                         | Lichter von Mailand            |
| 5–34  | 34       | Inciso              | Rockstar                     | Italienisch mit Englischem Titel    | —                              |

Ursprünglich sollten Maddalena, Magdan, Nina Blóm und Nexis an diesem Halbfinale teilnehmen. Für sie rückten D'Amico, Mansutti, Rumore und Side74 nach

 Kandidat hat sich für das Finale qualifiziert.

 Kandidat hat sich für die Hoffnungsrunde qualifiziert

 Teilnahme zurückgezogen

### Fünftes Halbfinale
Das fünfte Halbfinale fand am 26. Februar statt. Folgende Künstler nahmen daran teil:
| Platz | Startnr. | Interpret                  | Lied                         | Sprache                                      | Übersetzung (inoffiziell)        |
| ----- | -------- | -------------------------- | ---------------------------- | -------------------------------------------- | -------------------------------- |
| 1     | 6        | Besa                       | Tiki                         | Englisch                                     | —                                |
| 2     | 24       | Giacomo Voli               | Ave Maria                    | Englisch, Italienisch mit Lateinischem Titel | —                                |
| 3     | 4        | The Rumpled                | You Get Me So High           | Englisch                                     | Du berauscht mich so             |
| 4     | 32       | Leonardo Amor              | Calling for You              | Englisch                                     | Ich rufe nach dir                |
| 5–35  | 1        | Alma                       | Due fiamme                   | Italienisch                                  | Zwei Flammen                     |
| 5–35  | 2        | Zell                       | Filo di Arianna              | Italienisch                                  | Ariadnefaden                     |
| 5–35  | 3        | Angy (Angelica De Carolis) | Amore e veleno (Venere)      | Italienisch                                  | Liebe und Gift (Venus)           |
| 5–35  | 5        | Siriaz y Malo              | Almas en el aire             | Spanisch                                     | Seelen in der Luft               |
| 5–35  | 7        | Bradley Jay                | Tongue-tied                  | Englisch                                     | Sprachlos                        |
| 5–35  | 8        | Agata                      | Flashback                    | Italienisch mit Englischem Titel             | Flashback                        |
| 5–35  | 9        | Daniela Fiorentino         | Todas somos flores           | Spanisch                                     | Wir sind alle Blumen             |
| 5–35  | 10       | Rosetta                    | Tutto cambia tutto           | Italienisch                                  | Alles verändert alles            |
| 5–35  | 11       | Delilah Earnshaw           | The Price                    | Englisch                                     | Der Preis                        |
| 5–35  | 12       | Park                       | Amore che sei verità         | Italienisch                                  | Liebe, dass du die Wahrheit bist |
| 5–35  | 13       | Niscetas                   | Unbreakable                  | Englisch                                     | Unzerbrechlich                   |
| 5–35  | 14       | Neshe                      | Fallin’                      | Englisch                                     | Falle                            |
| 5–35  | 15       | Emanuel                    | Ragazzo padre (Di me stesso) | Italienisch                                  | Junge Vater (von mir selbst)     |
| 5–35  | 16       | Mi La Band                 | Sayonara                     | Italienisch mit Japanischem Titel            | Lebe wohl                        |
| 5–35  | 17       | Farmacy                    | Bæd                          | Englisch                                     | Bad                              |
| 5–35  | 18       | Me Gustas Fer              | Corazón bellissimo           | Spanisch, Italienisch                        | Schönes Herz                     |
| 5–35  | 19       | Gaia Belletti              | A volte meglio io            | Italienisch                                  | Manchmal bin ich besser          |
| 5–35  | 20       | Manuè                      | Fare l'amore                 | Italienisch                                  | Lieben                           |
| 5–35  | 21       | Geisha                     | Bella donna                  | Italienisch                                  | Schöne Frau                      |
| 5–35  | 22       | Macclesfield               | Mr. Analogue                 | Englisch                                     | Mister Analog                    |
| 5–35  | 23       | Pep Miller                 | Bongo                        | Spanisch                                     | —                                |
| 5–35  | 25       | Ludovica                   | Maracujo                     | Italienisch, Spanisch                        | Passionsfrucht                   |
| 5–35  | 26       | Luca Grillo Live Band      | Sogno                        | Italienisch                                  | Traum                            |
| 5–35  | 27       | GioGala                    | Dalì                         | Italienisch                                  | —                                |
| 5–35  | 28       | Lorenzo Amore              | Idee confuse                 | Italienisch                                  | —                                |
| 5–35  | 29       | Giorgia Pastori            | Mykonos                      | Italienisch                                  | —                                |
| 5–35  | 30       | Letizia Crincoli           | Running in the Circle        | Englisch                                     | Im Kreis laufen                  |
| 5–35  | 31       | Giuliana                   | Avanti                       | Italienisch                                  | Nach dir                         |
| 5–35  | 33       | Ida Elena                  | Children of the Stars        | Englisch                                     | Kinder der Sterne                |
| 5–35  | 34       | LaRed                      | Amore al veleno              | Italienisch                                  | Liebe mit Gift                   |
| 5–35  | 35       | JB                         | Come sei                     | Italienisch                                  | Wie geht es dir                  |

Ursprünglich sollten Elektrokama, Gerónimo Rauch und Serafín Zubiri an diesem Halbfinale teilnehmen. Für sie rückten Agata, Niscetas sowie Pep Miller nach.

 Kandidat hat sich für das Finale qualifiziert.

 Kandidat hat sich für die Hoffnungsrunde qualifiziert

 Nicht angetreten

### Sechstes Halbfinale
Das sechste Halbfinale fand am 27. Februar statt. Folgende Künstler nahmen daran teil:
| Platz | Startnr. | Interpret             | Lied                      | Sprache                                     | Übersetzung (inoffiziell)      |
| ----- | -------- | --------------------- | ------------------------- | ------------------------------------------- | ------------------------------ |
| 1     | 32       | Teslenko              | Storm                     | Englisch                                    | Sturm                          |
| 2     | 19       | Grace George          | Worship You               | Englisch                                    | Verehre dich                   |
| 3     | 25       | Ilenya                | Silenzi di vetro          | Italienisch                                 | Schweigen aus Glas             |
| 4     | 8        | Despaux               | The Show                  | Englisch                                    | Die Show                       |
| 5–33  | 1        | Allegra               | OMG                       | Italienisch mit Englischem Titel            | Oh mein Gott                   |
| 5–33  | 2        | Beatriz Villar        | Hasta perder la voz       | Spanisch                                    | Bis zum Verlust der Stimme     |
| 5–33  | 3        | Stad                  | Show Me Hate              | Italienisch mit Englischem Titel            | Zeig mir Hass                  |
| 5–33  | 4        | Ciro Maddaluno        | Ancora qui                | Italienisch                                 | Immer noch hier                |
| 5–33  | 5        | Sedona                | Bonsai                    | Englisch, Italienisch mit Japanischem Titel | —                              |
| 5–33  | 6        | Dana                  | Cuore libero              | Italienisch                                 | Freies Herz                    |
| 5–33  | 7        | Ri-Style              | Always                    | Englisch                                    | Immer                          |
| 5–33  | 9        | Paula Madero          | In My Dreams              | Spanisch, Englisch                          | In meinen Träumen              |
| 5–33  | 10       | Energia               | Sad Rags                  | Englisch                                    | Traurige Lumpen                |
| 5–33  | 11       | Onyra                 | Out of Air                | Englisch                                    | Aus der Luft                   |
| 5–33  | 12       | Erjona Qellimi        | Mille pezzi               | Italienisch                                 | Tausend Stücke                 |
| 5–33  | 13       | Olya V                | We Ride at Dawn           | Englisch                                    | Wir reiten im Morgengrauen     |
| 5–33  | 14       | Francesco Scagliarini | Io voglio parlare d'amore | Italienisch                                 | Ich möchte über Liebe sprechen |
| 5–33  | 15       | Gelida                | Tevere                    | Italienisch                                 | Tiber                          |
| 5–33  | 16       | Mynd                  | Eclissi                   | Italienisch                                 | Finsternis                     |
| 5–33  | 17       | Golden Salt           | Step Down                 | Englisch                                    | Schritt zurück                 |
| 5–33  | 18       | Mirjam                | Eternity                  | Englisch                                    | Ewigkeit                       |
| 5–33  | 20       | Matteo De Angelis     | Liberatemi                | Italienisch                                 | Befreie mich                   |
| 5–33  | 21       | Sola Avis             | Hope                      | Englisch                                    | Hoffnung                       |
| 5–33  | 22       | Francesca Lina        | Sempre con me             | Italienisch                                 | Immer bei mir                  |
| 5–33  | 23       | Il Cremlino           | Amami                     | Italienisch                                 | Liebe mich                     |
| 5–33  | 24       | Mariva                | Baba Vanga                | Italienisch mit Bulgarischem Titel          | —                              |
| 5–33  | 26       | Marco Di Pinto        | Out of Time               | Englisch                                    | Keine Zeit                     |
| 5–33  | 27       | Jorge Del Hierro      | No estoy pá ti            | Spanisch                                    | Ich bin nicht da für dich      |
| 5–33  | 28       | Maidomo               | Gli amori                 | Englisch mit Italienischem Titel            | Die Lieben                     |
| 5–33  | 29       | Juliusz Kamil         | Under the Blue Sky        | Englisch                                    | Unter dem blauen Himmel        |
| 5–33  | 30       | Luca Breuza           | Quello che conta          | Italienisch                                 | Was zählt                      |
| 5–33  | 31       | Kyma                  | Dracula                   | Italienisch                                 | —                              |
| 5–33  | 33       | Leimannoia            | Virginia                  | Italienisch                                 | —                              |

Ursprünglich sollten Atle Pettersen, Grisana, Matilde und Nush Unbrushed an diesem Halbfinale teilnehmen. Für sie rückte Sola Avis nach, die restlichen Plätze blieben unbesetzt.

 Kandidat hat sich für das Finale qualifiziert

 Kandidat hat sich für die Hoffnungsrunde qualifiziert

 Nicht angetreten

### Siebtes Halbfinale (San Marino Halbfinale)
Das siebte Halbfinale fand am 28. Februar statt. Dieses Halbfinale war ausschließlich für Künstler aus San Marino vorbehalten. Folgende Künstler nahmen daran teil:
| Platz | Startnr. | Interpret    | Lied                 | Sprache                          | Übersetzung (inoffiziell)          |
| ----- | -------- | ------------ | -------------------- | -------------------------------- | ---------------------------------- |
| 1     | 6        | Paco         | Until the End        | Englisch, Italienisch            | Bis zum Ende                       |
| 2–8   | 1        | AlleBasi     | Rotta verso il sole  | Italienisch                      | Auf dem Weg zur Sonne              |
| 2–8   | 2        | Why Xes      | Fire It Up           | Englisch                         | Feuer es an                        |
| 2–8   | 3        | Folksonic    | O visione, terra mia | Italienisch                      | Oh Vision, mein Land               |
| 2–8   | 4        | La Mafy      | Different Shape      | Englisch                         | Andere Form                        |
| 2–8   | 5        | Kida         | Hollywood Show       | Italienisch mit Englischem Titel | —                                  |
| 2–8   | 7        | Kikka        | Dimmi che mi amerai  | Italienisch                      | Sag mir, dass du mich lieben wirst |
| 2–8   | 8        | The Reagents | Echoes of Freedom    | Englisch                         | Echos der Freiheit                 |

 Kandidat hat sich für das Finale qualifiziert

## Hoffnungsrunde
| Platz | Startnr. | Interpret       | Lied                      | Sprache                                      | Übersetzung (inoffiziell)   |
| ----- | -------- | --------------- | ------------------------- | -------------------------------------------- | --------------------------- |
| 1–4   | 4        | The Rumpled     | You Get Me So High        | Englisch                                     | Du berauscht mich so        |
| 1–4   | 9        | Giacomo Voli    | Ave Maria                 | Englisch, Italienisch mit Lateinischem Titel | —                           |
| 1–4   | 15       | Questo e Quello | Bella balla               | Italienisch                                  | Schöner Tanz                |
| 1–4   | 17       | Taoma           | NPC                       | Englisch                                     | Nicht-Spieler-Charakter     |
| 5–17  | 1        | Carson Coma     | Daddy Said No             | Englisch                                     | Papa hat Nein gesagt        |
| 5–17  | 2        | Magenta#9       | Vittoria                  | Italienisch                                  | Viktoria                    |
| 5–17  | 3        | Plånet          | San Marino                | Englisch, Italienisch                        | —                           |
| 5–17  | 5        | Aniel           | 777                       | Spanisch, Englisch                           | —                           |
| 5–17  | 6        | Astrid Nicole   | Dancing Without My Shadow | Englisch                                     | Tanzen ohne meinen Schatten |
| 5–17  | 7        | Despaux         | The Show                  | Englisch                                     | Die Show                    |
| 5–17  | 8        | Effemme         | Fuori di me               | Italienisch                                  | Aus mir heraus              |
| 5–17  | 10       | Grace George    | Worship You               | Italienisch                                  | Verehre dich                |
| 5–17  | 11       | Il Solito Dandy | Millennial                | Italienisch                                  | Millenial                   |
| 5–17  | 12       | Ilenya          | Silenzi di vetro          | Englisch                                     | Schweigen aus Glas          |
| 5–17  | 13       | Leonardo Amor   | Calling for You           | Englisch                                     | Ich rufe nach dir           |
| 5–17  | 14       | Lowbrano        | Mio padre                 | Italienisch                                  | Mein Vater                  |
| 5–17  | 16       | Tadeni          | Quicksand                 | Englisch                                     | Treibsand                   |

 Kandidat hat sich für das Finale qualifiziert

## Finale
| Platz | Startnr. | Interpret         | Lied | Sprache                                      | Übersetzung (inoffiziell) |
| ----- | -------- | ----------------- | --- | -------------------------------------------- | ------------------------- |
| 1     | 16       | Gabry Ponte       | Tutta l’Italia M/T: Andrea Bonomo, Edwyn Roberts, Gabry Ponte                                                          | Italienisch                                  | Ganz Italien              |
| 2     | 1        | The Rumpled       | You Get Me So High M/T: Giacomo Merigo, Patrizia Vaccari, Tommaso Zamboni, Davide Butturini, Luca Tasin, Federico Fava | Englisch                                     | Du berauscht mich so      |
| 3     | 9        | Teslenko          | Storm M/T: Oleksandr Kryzhevych, Oleksandr Slinchenko, Oleksandr Teslenko                                              | Englisch                                     | Sturm                     |
| 4     | 6        | Elasi             | Lorella M/T: Elisa Massara, Leonardo Beccafichi                                                                        | Französisch, Italienisch, Englisch, Spanisch | —                         |
| 5     | 18       | Boosta            | BTW M/T: Davide Dileo                                                                                                  | Instrumental                                 | Übrigens                  |
| 6     | 2        | Besa              | Tiki M/T: Besa Kokëdhima, Flavius Filipescu, Oana Mihaela Cercel, Serban Cazan                                         | Englisch                                     | —                         |
| 7     | 5        | CuRLi             | Juliet M/T: Adriana Pupavac, Andreas Björkman, Boris René, David Lindgren, Gregory Curtis, Kalle Persson               | Englisch                                     | —                         |
| 8     | 8        | Giacomo Voli      | Ave Maria M/T: Giacomo Voli, Luca Sala                                                                                 | Englisch, Italienisch mit Lateinischem Titel | —                         |
| 9     | 14       | Questo e Quello   | Bella Balla M/T: Francesco Mannella Vardè, Lorenzo Di Blasi, Stefano D’Angelo                                          | Italienisch                                  | Schöner Tanz              |
| 10    | 19       | Paco              | Until the End M/T: Paco Zafferani, Giovanni Ghioldi                                                                    | Englisch, Italienisch                        | Bis zum Ende              |
| 11    | 15       | Pierdavide Carone | Mi vuoi sposare? M/T: Pierdavide Carone                                                                                | Italienisch                                  | Willst Du mich heiraten?  |
| 12    | 11       | Marco Carta       | Solo fantasia M/T: Tony Maiello, Marco Rettani, Alessandro Gemelli, Simone Giacomini, Matteo Chirivì                   | Italienisch                                  | Nur Fantasie              |
| 13    | 3        | Angy Sciacqua     | I M/T: Angela Sciacqua, Eva Parmakova, Martin Kleveland                                                                | Englisch                                     | Ich                       |
| 13    | 4        | Haymara           | Tómame las manos M/T: Haymara Gavillucci, Simone Bacchini, C. Tipaldi                                                  | Spanisch, Italienisch                        | Nimm meine Hände          |
| 15    | 7        | Silvia Salemi     | Coralli M/T: Daniele Monellini, Silvia Salemi, Marco Rettani, Enrico Palmosi                                           | Italienisch                                  | Korallen                  |
| 16    | 12       | Bianca Atzei      | Testacoda M/T: Antonella Sgobio, Bianca Atzei, Diego Calvetti, Gianni Pollex, Oscar Angiuli, Roberto Guglielmi         | Italienisch                                  | Drehen                    |
| 17    | 10       | Vincenzo Capua    | Sei sempre tu M/T: Vincenzo Capua                                                                                      | Italienisch                                  | Es bist immer du          |
| 18    | 13       | King Foo          | The Edge of the World M/T: Rok Golob                                                                                   | Englisch                                     | Der Rand der Welt         |
| 19    | 20       | Taoma             | NPC M/T: T. Gimignani, F. Barrelli                                                                                     | Englisch                                     | Nicht-Spieler-Charakter   |
| 20    | 17       | Luisa Corna       | Il giorno giusto M/T: Lorenzo Cilembrini, Luisa Corna, Riccardo Brizi                                                  | Italienisch                                  | Der richtige Tag          |

1. ↑  Besa wurde zwar die Startnummer 2 zugeteilt, jedoch trat sie, ohne dass nähere Gründe angegeben wurden, erst als Siebte an.